# Telepuerto

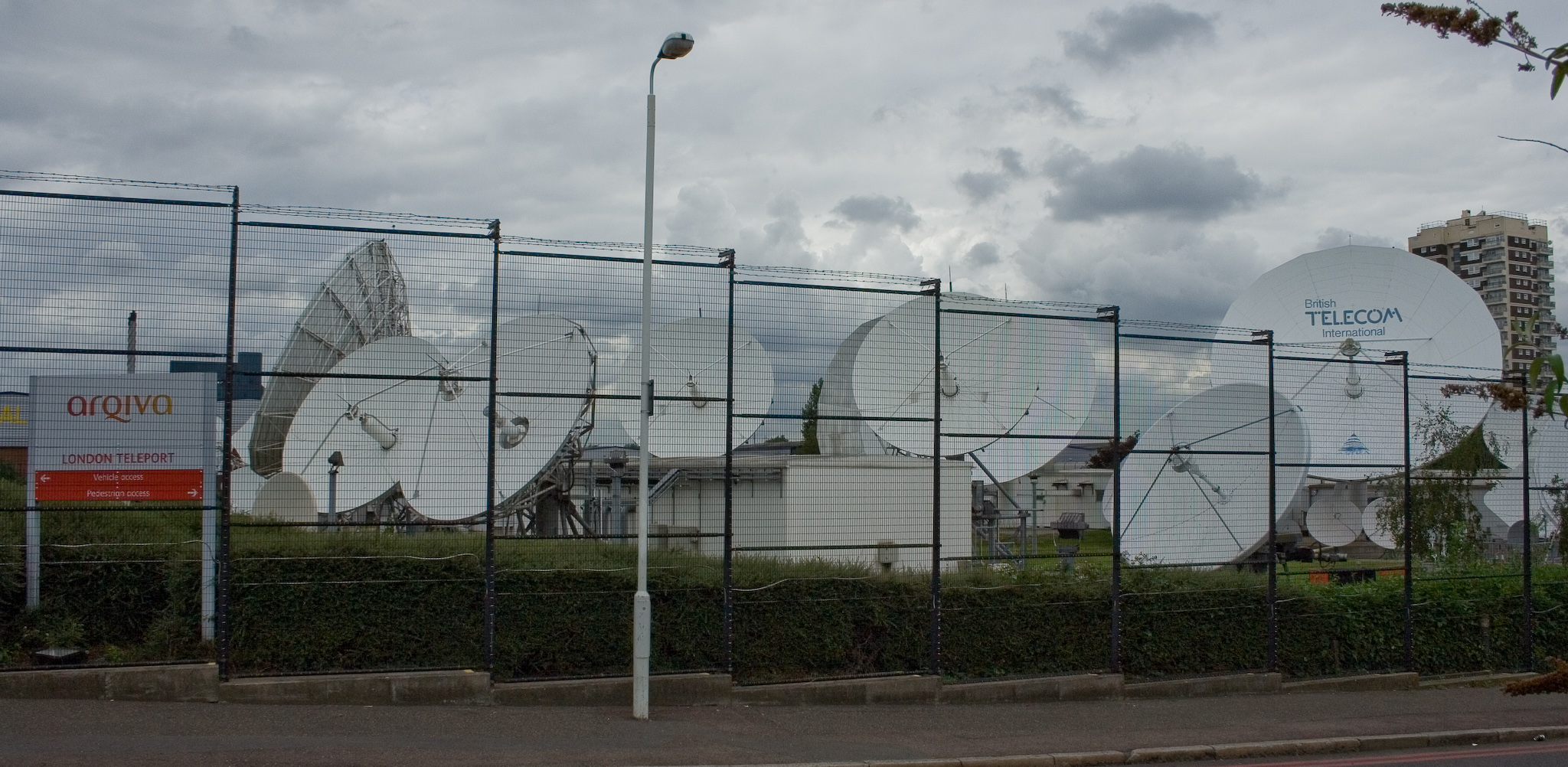
Telepuerto de BT Group en Woolwich.

Un telepuerto, estación terrestre o estación terrena es una estación de radio terrestre para telecomunicaciones para la retransmisión de distintos servicios de televisión, voz y datos vía satélite. Estos complejos, que reciben su nombre por las similitudes conceptuales que presenta con las estaciones portuarias, son puntos de conexión entre los satélites y las redes de comunicaciones terrestres, permitiendo la transmisión y recepción de señales de comunicación y solventando así la falta de redes de transmisión por cable en áreas remotas o aisladas. Suelen estar formados por un conjunto de grandes antenas que emiten las señales ya preparadas (comprimidas, digitalizadas y con el acceso condicional incorporado) al satélite.

## Complejos Terrestres

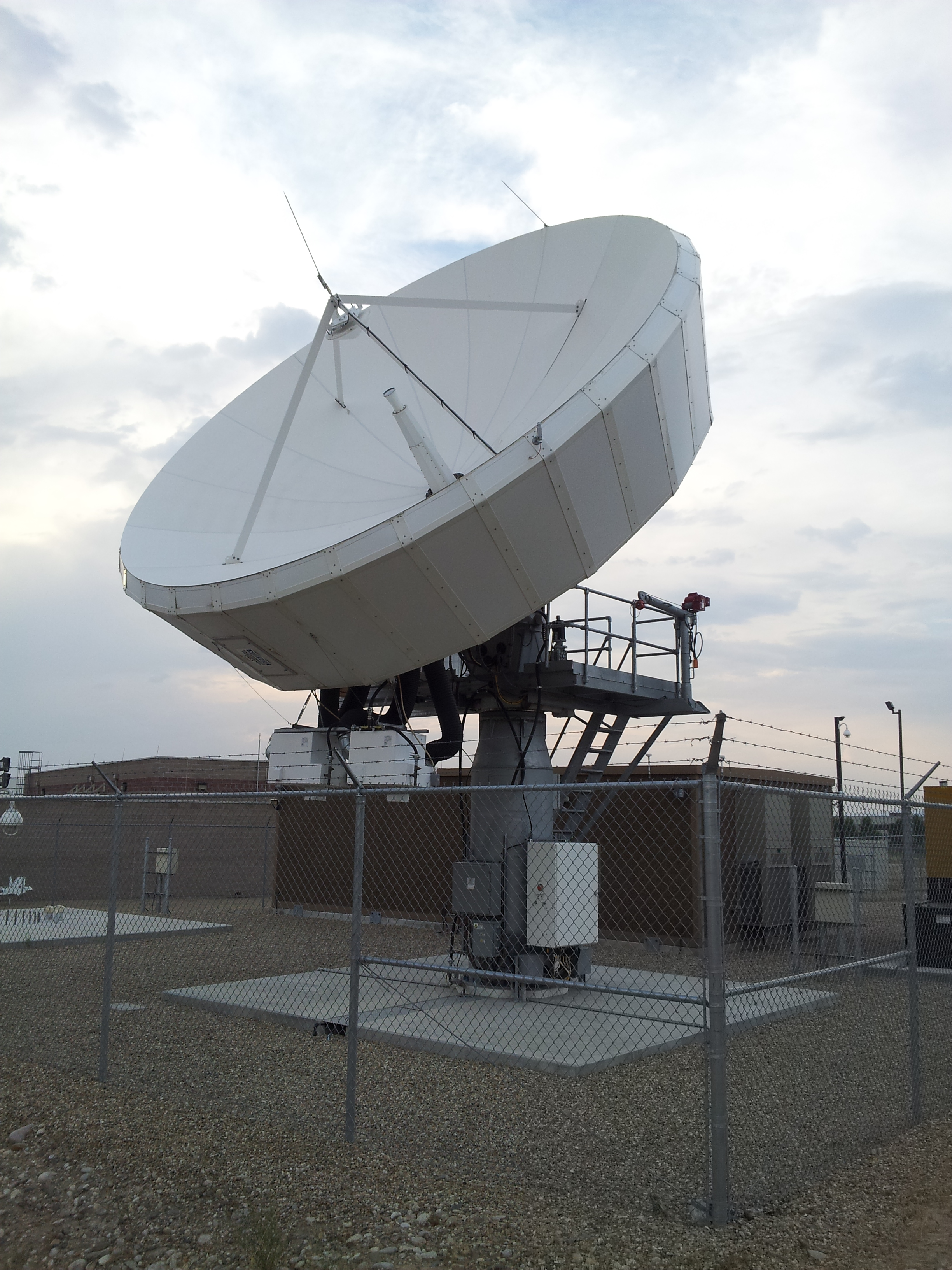
Una antena parabólica de nivel 1 (fabricada por Level 3 Communications) en Boise, Idaho.

En la norma federal 1037C, la Administración de Servicios Generales de los Estados Unidos definió un complejo de terminales de tierra como el conjunto de equipos e instalaciones necesarios para integrar un terminal de tierra (estación de tierra) en una red de telecomunicaciones El FS-1037C ha sido subsumido por el Glosario de ATIS Telecom, que es mantenido por la Alianza para las Soluciones de la Industria de Telecomunicaciones, una organización no gubernamental internacional, orientada a los negocios. La Asociación de la Industria de las Telecomunicaciones también reconoce esta definición.

## Normas de comunicaciones por satélite
El Sector de Radiocomunicaciones de la UIT (UIT-R), una división de la Unión Internacional de Telecomunicaciones, codifica las normas internacionales acordadas a través del discurso multinacional. De 1927 a 1932, el Comité Consultivo Internacional para la Radio administró las normas y reglamentos que ahora gobiernan el UIT-R.
Además del conjunto de normas definidas por el UIT-R, cada operador importante de satélites proporciona requisitos técnicos y normas que las estaciones terrestres deben cumplir para comunicarse con los transpondedores de los satélites del operador. Por ejemplo, Intelsat publica los Estándares de Estación Terrena de Intelsat (IESS) que, entre otras cosas, clasifica las estaciones terrestres por las capacidades de sus antenas parabólicas, y aprueba previamente ciertos modelos de antena. Eutelsat publica normas y requisitos similares, como los Estándares de Estación Terrena Eutelsat (EESS).
La innovación de Teleport (originalmente llamada Parque de Telecomunicaciones por Satélite) fue concebida y desarrollada por Joseph Milano en 1976 como parte de un estudio del Consejo Nacional de Investigación titulado Telecomunicaciones para Áreas Metropolitanas: Necesidades y Oportunidades a Cercano Plazo.